# 멘탈사수
《멘탈사수》는 MBC Music에서 2014년 3월 24일부터 2014년 4월 14일까지 방영된 드라마이다.

## 등장 인물
- 김산호 : 산호 역
- 송미진 : 미진 역
- 함시후 : 시후 역
- 린지 : 린지 역
- 김영경 : 영경 역
- 일라이 : 일라이 역
- 김우현 : 우현 역
- 배기성 : 와인가게사장 역
- 전원주 : 빌딩주인 역
- 김태환
- 김경욱
- 고장환
- 노혜은
- 김창희
- 정시현 : 미진 경호원 역
- 원유빈 : 와인가게 알바생 역
- 김영한
- 이진권
- 케빈
- 재이
- 아키바 리에

### 특별출연
- 피에스타
- 엔소닉
- 조성모
- 타히티
- 리아
- 대국남아